# Paul Ginsborg
 Paul Anthony Ginsborg (* 18. Juli 1945 in London, England; † 11. Mai 2022 in Florenz) war ein britisch-italienischer Historiker, der durch seine Bücher über die neueste Geschichte Italiens bekannt ist.

## Leben
Ginsborg, der aus einer jüdischen Familie stammte, wurde Fellow am Churchill College in Cambridge. Dort lehrte er an der Fakultät für Sozial- und Politikwissenschaften. Weitere Lehrtätigkeiten folgten an der Universität Siena und der Universität Turin. Ab 1992 lehrte er Europäische Geschichte der Neuzeit an der Universität Florenz.
In Italien ist er dem breiten Publikum bekannt geworden durch seine Zusammenarbeit mit Francesco Pardi in der Girotondi-Bewegung des Jahres 2002. Diese Bewegung erlebte ihre Blüte für einige Monate in der Opposition zu Silvio Berlusconi und seiner Politik, verschwand jedoch nach wenigen Monaten von der politischen Bühne.
In der 2014 veröffentlichten Studie unter dem Titel „Die geführte Familie. Das Private in Revolution und Diktatur 1900- 1950“ beleuchtet und vergleicht er – laut dem Tagesspiegel – „die Familienpolitik der frühen und späten Sowjetunion, des Faschismus in Deutschland, Italien und Spanien sowie der Kulturrevolution in der Türkei unter Mustafa Kemal Atatürk“.

## Werk
Ginsborgs 1989 veröffentlichte Geschichte Italiens von 1943 bis 1988 gilt als „Meilenstein in der italienischen Zeitgeschichte“.

## Schriften (Auswahl)
- Daniele Manin e la rivoluzione veneziana del 1848–49. 1978.
- Storia d’Italia dal dopoguerra a oggi. Società e politica 1943–1988. 1. Auflage. Einaudi, Turin 1989, ISBN 88-06-11879-X.
  - in englischer Sprache: Palgrave MacMillan, London 2003.
- mit Massimo D’Alema: Dialogo su Berlinguer. Giunti, Florenz 1994, ISBN 88-09-20545-6.
- L’Italia del tempo presente. Famiglia, società civile, Stato 1980–1996. Einaudi, 1998.
- Berlusconi. Ambizioni patrimoniale in una democrazia mediatica. Einaudi, 2003.
  - in deutscher Sprache: Berlusconi: politisches Modell der Zukunft oder der italienische Sonderweg. Aus dem Englischen von Friederike Hausmann. Wagenbach, Berlin 2005, ISBN 3-8031-2497-2.[6]
- Il tempo di cambiare. Politica e potere della vita quotidiana. Einaudi, Turin 2004, ISBN 88-06-16324-8.
- La democrazia che non c’è. Einaudi, Turin 2006.
  - in deutscher Sprache: Wie Demokratie leben. Übersetzt von Friederike Hausmann. Wagenbach, Berlin 2008, ISBN 978-3-8031-2581-1.
- Salviamo l’Italia. Einaudi, 2010.
  - in deutscher Sprache: Italien retten. Übersetzt von Friederike Hausmann und Rita Seuß. Wagenbach, Berlin 2011, ISBN 978-3-8031-2655-9.
- Famiglia Novecento. Vita familiare, rivoluzione e dittature. Einaudi, Turin 2013, ISBN 978-88-06-20394-8.
  - deutsch von Ursula Held u. a.: Die geführte Familie. Das Private in Revolution und Diktatur 1900–1950. Hoffmann & Campe, Hamburg 2014, ISBN 978-3-455-50329-6.